# Artocarpus styracifolius
Artocarpus styracifolius är en mullbärsväxtart som beskrevs av Jean Baptiste Louis Pierre. Artocarpus styracifolius ingår i släktet Artocarpus och familjen mullbärsväxter. Inga underarter finns listade i Catalogue of Life.